# 6-Stunden-Rennen von Fuji 2016

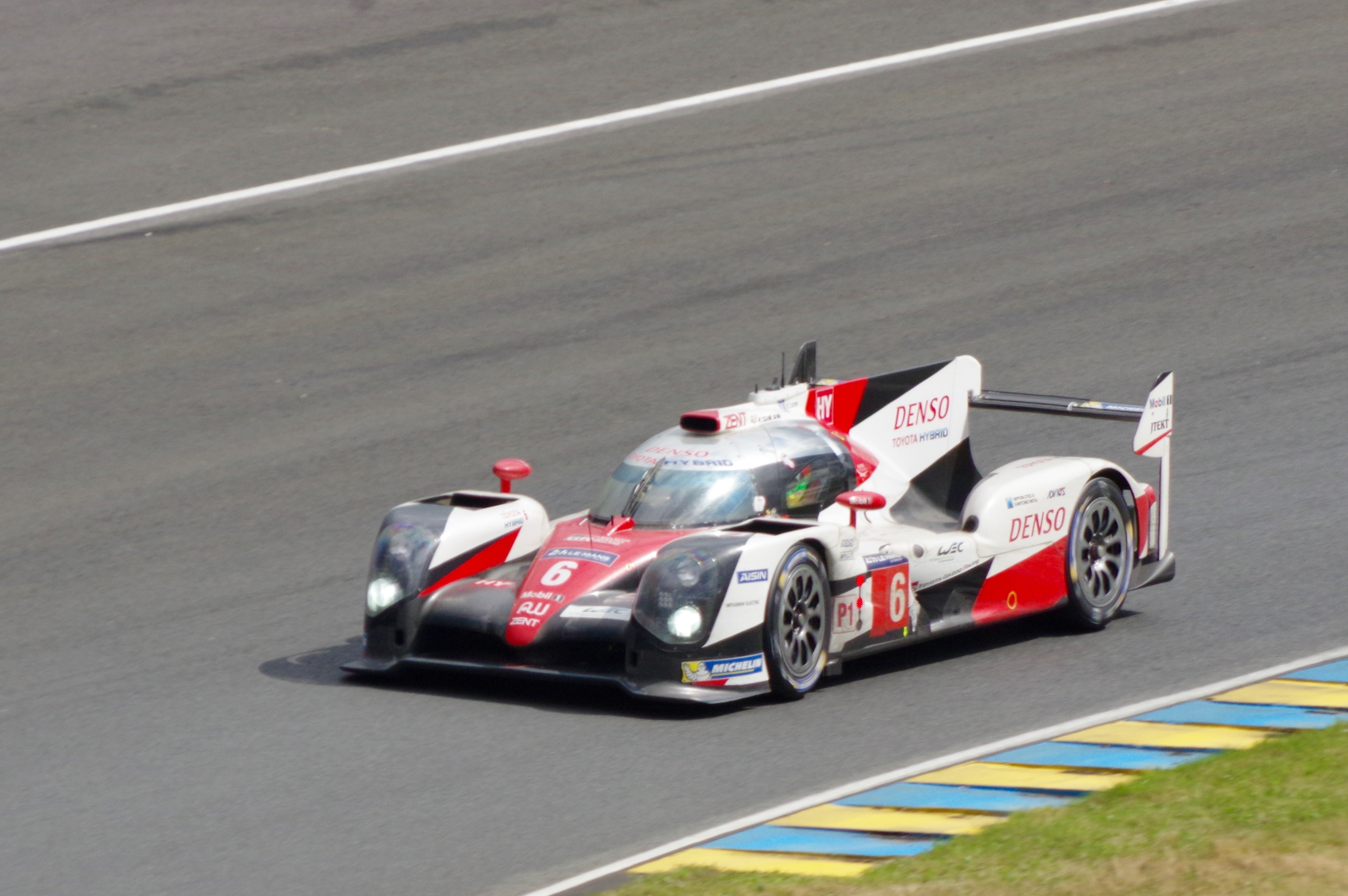
Toyota TS050 Hybrid mit der Startnummer 6; Siegerwagen von Stéphane Sarrazin, Mike Conway und Kamui Kobayashi

Das 6-Stunden-Rennen von Fuji 2016, auch 2016 6 Hours of Fuji, fand am 16. Oktober auf dem Fuji Speedway statt und war der siebte Wertungslauf der FIA-Langstrecken-Weltmeisterschaft dieses Jahres.

## Das Rennen
Die drei Toyota-Piloten Stéphane Sarrazin, Mike Conway und Kamui Kobayashi beendeten in ihrem TS050 Hybrid die seit dem 6-Stunden-Rennen auf dem Nürburgring andauernde und drei Rennen umfassende Siegesserie des Porsche-Trios Timo Bernhard/Brendon Hartley/Mark Webber. Auf der im Besitz der Toyota Motor Corporation befindlichen Rennstrecke siegten sie vor dem Audi R18 RP6 von Loïc Duval, Lucas di Grassi und Oliver Jarvis.

## Ergebnisse

### Schlussklassement
| 1           | LMP1      | 6  | Toyota Gazoo Racing       | Stéphane Sarrazin Mike Conway Kamui Kobayashi           | Toyota TS050 Hybrid      | 244 |
| 2           | LMP1      | 8  | Audi Sport Team Joest     | Loïc Duval Lucas di Grassi Oliver Jarvis                | Audi R18 RP6             | 244 |
| 3           | LMP1      | 1  | Porsche Team              | Timo Bernhard Brendon Hartley Mark Webber               | Porsche 919 Hybrid       | 244 |
| 4           | LMP1      | 5  | Toyota Gazoo Racing       | Anthony Davidson Sébastien Buemi Kazuki Nakajima        | Toyota TS050 Hybrid      | 244 |
| 5           | LMP1      | 2  | Porsche Team              | Marc Lieb Romain Dumas Neel Jani                        | Porsche 919 Hybrid       | 243 |
| 6           | LMP1      | 13 | Rebellion Racing          | Dominik Kraihamer Alexandre Imperatori Mathéo Tuscher   | Rebellion R-One          | 229 |
| 7           | LMP2      | 26 | G-Drive Racing            | Roman Rusinov Alex Brundle Will Stevens                 | Oreca 05                 | 223 |
| 8           | LMP2      | 43 | RGR Sport by Morand       | Ricardo González Filipe Albuquerque Bruno Senna         | Ligier JS P2             | 223 |
| 9           | LMP2      | 36 | Signatech Alpine          | Nicolas Lapierre Gustavo Menezes Stéphane Richelmi      | Alpine A460              | 223 |
| 10          | LMP2      | 30 | Extreme Speed Motorsports | Antonio Giovinazzi Giedo van der Garde Sean Gelael      | Ligier JS P2             | 223 |
| 11          | LMP2      | 31 | Extreme Speed Motorsports | Ryan Dalziel Christopher Cumming Luís Felipe Derani     | Ligier JS P2             | 222 |
| 12          | LMP2      | 42 | Strakka Racing            | Jonny Kane Lewis Williamson                             | Gibson 015S              | 222 |
| 13          | LMP2      | 44 | Manor                     | Matthew Rao Richard Bradley Roberto Merhi               | Oreca 05                 | 222 |
| 14          | LMP2      | 27 | SMP Racing                | Nicolas Minassian Maurizio Mediani Mikhail Aleshin      | BR Engineering BR01      | 222 |
| 15          | LMP2      | 35 | Baxi DC Racing            | David Cheng Ho-Pin Tung Paul-Loup Chatin                | Alpine A460              | 221 |
| 16          | LMP2      | 37 | SMP Racing                | Vitaly Petrov Viktor Shaytar Kirill Ladygin             | BR Engineering BR01      | 220 |
| 17          | LMGTE Pro | 67 | Ford Chip Ganassi Team UK | Andy Priaulx Harry Tincknell                            | Ford GT                  | 212 |
| 18          | LMGTE Pro | 66 | Ford Chip Ganassi Team UK | Olivier Pla Stefan Mücke                                | Ford GT                  | 212 |
| 19          | LMGTE Pro | 51 | AF Corse                  | Gianmaria Bruni James Calado                            | Ferrari 488 GTE          | 212 |
| 20          | LMGTE Pro | 71 | AF Corse                  | Davide Rigon Sam Bird                                   | Ferrari 488 GTE          | 212 |
| 21          | LMGTE Pro | 95 | Aston Martin Racing       | Nicki Thiim Marco Sørensen                              | Aston Martin Vantage GTE | 211 |
| 22          | LMGTE Pro | 97 | Aston Martin Racing       | Richie Stanaway Darren Turner                           | Aston Martin Vantage GTE | 211 |
| 23          | LMGTE Pro | 77 | Dempsey-Proton Racing     | Richard Lietz Michael Christensen                       | Porsche 911 RSR          | 210 |
| 24          | LMGTE Am  | 98 | Aston Martin Racing       | Paul Dalla Lana Pedro Lamy Mathias Lauda                | Aston Martin Vantage GTE | 208 |
| 25          | LMGTE Am  | 83 | AF Corse                  | François Perrodo Emmanuel Collard Rui Águas             | Ferrari 458 Italia GT2   | 207 |
| 26          | LMGTE Am  | 78 | KCMG                      | Christian Ried Wolf Henzler Joël Camathias              | Porsche 911 RSR          | 206 |
| 27          | LMGTE Am  | 86 | Gulf Racing               | Mike Wainwright Adam Carroll Ben Barker                 | Porsche 911 RSR          | 205 |
| 28          | LMGTE Am  | 88 | Abu Dhabi-Proton Racing   | Khaled Al Qubaisi Patrick Long David Heinemeier Hansson | Porsche 911 RSR          | 200 |
| 29          | LMP2      | 45 | Manor                     | Tor Graves Alex Lynn Shinji Nakano                      | Oreca 05                 | 190 |
| 30          | LMGTE Am  | 50 | Larbre Compétition        | Yutaka Yamagishi Ricky Taylor Pierre Ragues             | Chevrolet Corvette C7.R  | 147 |
| Ausgefallen |           |    |                           |                                                         |                          |     |
| 31          | LMP1      | 4  | ByKolles Racing Team      | Simon Trummer Oliver Webb Pierre Kaffer                 | CLM P1/01                | 79  |
| 32          | LMP1      | 7  | Audi Sport Team Joest     | André Lotterer Marcel Fässler Benoît Tréluyer           | Audi R18 RP6             | 36  |

### Nur in der Meldeliste
Zu diesem Rennen sind keine weiteren Meldungen bekannt.

### Klassensieger
| Klasse    | Fahrer            | Fahrer          | Fahrer          | Fahrzeug                 | Platzierung im Gesamtklassement |
| --------- | ----------------- | --------------- | --------------- | ------------------------ | ------------------------------- |
| LMP1      | Stéphane Sarrazin | Mike Conway     | Kamui Kobayashi | Toyota TS050 Hybrid      | Gesamtsieg                      |
| LMP2      | Roman Rusinov     | Alex Brundle    | Will Stevens    | Oreca 05                 | Rang 7                          |
| LMGTE Pro | Andy Priaulx      | Harry Tincknell |                 | Ford GT                  | Rang 17                         |
| LMGTE Am  | Paul Dalla Lana   | Pedro Lamy      | Mathias Lauda   | Aston Martin Vantage GTE | Rang 24                         |

### Renndaten
- Gemeldet: 32
- Gestartet: 32
- Gewertet: 30
- Rennklassen: 4
- Zuschauer: unbekannt
- Wetter am Rennwochenende: warm und trocken
- Streckenlänge: 4,563 km
- Fahrzeit des Siegerteams: 6:00:37,284 Stunden
- Runden des Siegerteams: 244
- Distanz des Siegerteams: 1113,370 km
- Siegerschnitt: 185,200 km/h
- Pole Position: Loïc Duval/Lucas di Grassi/Oliver Jarvis – Audi R18 RP6 (#78) – 1:23,286
- Schnellste Rennrunde: Loïc Duval – Audi R18 RP6 (#8) – 1:24,645 = 194,100 km/h
- Rennserie: 7. Lauf zur FIA-Langstrecken-Weltmeisterschaft 2016